# Seconda guerra anglo-olandese
La seconda guerra anglo-olandese venne combattuta tra Inghilterra e Repubblica delle Sette Province Unite dal 4 marzo 1665 al 31 luglio 1667.

## Preludio
Alla corte di Carlo II emerse una forte fazione favorevole a rinnovare le ostilità contro gli olandesi, pur perseguendo con più vigore il commercio coloniale. Essa era basata su un'alleanza tra la cerchia ristretta dei favoriti del re e una cricca di mercanti londinesi e trovò un forte sostenitore nel duca di York, ansioso di conquistare la gloria navale. Venne costituita la Royal African Company per la ricerca dell'oro e per il commercio di schiavi e avorio sulla costa occidentale dell'Africa. Ostilità estese scoppiarono con gli olandesi, anche se non venne ancora dichiarata nessuna guerra. In Asia, l'isola della noce moscata di Pulau Run continuò a essere il pomo della discordia tra le rispettive compagnie delle Indie Orientali. Le tensioni salirono anche a causa del matrimonio di Carlo con la principessa portoghese Caterina, della nuova Casa reale di Braganza. Ella portò la ricca dote di Bombay e Tangeri, ma in cambio i portoghesi volevano sostegno per le loro restanti posizioni in India contro le ingerenze olandesi. La VOC non solo costringeva i portoghesi ad abbandonare i loro forti sulla costa del Malabar, ma rifiutava pure alle navi inglesi il diritto d'attracco. Nelle parole di George Downing, che lamentava la propensione olandese a invocare piamente la libertà dei mari proclamata da Grozio, "con queste persone si tratta di mare liberum nelle acque britanniche, ma di mare clausum sulla costa dell'Africa e nelle Indie Orientali'". Sulla terraferma del Nord America, la colonia olandese di Nuova Amsterdam fu conquistata da un gruppo di incursori e ribattezzata New York in onore del Lord Grande Ammiraglio. L'animosità popolare contro gli olandesi fu esacerbata da quella che oggi chiameremmo la stampa d'informazione.
Dopo incidenti che coinvolsero la cattura da parte inglese di basi commerciali olandesi e di colonie in Africa occidentale e America del Nord - in seguito riprese dagli olandesi - gli inglesi dichiararono guerra ai Paesi Bassi il 4 marzo 1665. Dopo la prima guerra anglo-olandese gli olandesi erano meglio preparati, avendo ampliato la loro marina, ordinando sessanta navi da guerra nuove.

## La guerra
Il primo scontro tra le due nazioni avvenne in mare, come nella prima guerra anglo-olandese. La guerra iniziò con la Battaglia di Lowestoft, dove gli inglesi ottennero la vittoria (13 giugno 1665): gli olandesi persero un gran numero di navi e lo stesso ammiraglio van Wassenaer Obdam, comandante supremo della flotta, morì nel corso della battaglia.
L'11 agosto 1665, fu nominato il nuovo comandante della flotta olandese: il tenente-ammiraglio Michiel de Ruyter. Questi, che aveva precedentemente influenzato l'ammodernamento della flotta come consigliere informale del suo predecessore, van Wassenaer Obdam, continuò questo processo dopo la sua nomina. Sotto la sua guida, la flotta fu addestrata a navigare in "linea di battaglia" in modo che tutte le navi avessero simultaneamente un campo di fuoco libero verso il nemico, ricopiando le tattiche dell'ammiraglio inglese Robert Blake. Inoltre fu introdotto un sistema di bandiere di segnalazione. Fino ad allora, una battaglia navale era stata principalmente una lotta non coordinata tra nave e nave.
L'aumento della potenza della flotta olandese fu evidente nella battaglia dei Quattro giorni, dall'11 al 14 giugno 1666. Fu una delle più lunghe battaglie navali della storia e finì con ambo le parti che reclamavano la vittoria; l'ammiraglio olandese de Ruyter si era ritirato per primo, ma aveva causato agli inglesi perdite doppie di quelle subite dagli olandesi.
Dopo questo scontro gli inglesi ottennero la vittoria nella battaglia del Giorno di San Giacomo, ma a causa di problemi finanziari furono costretti a ridurre le loro operazioni. Il re Carlo II d'Inghilterra mise in disarmo la sua flotta e chiese la pace. Gli olandesi, infuriati per la distruzione ingiustificata di oltre 130 navi mercantili da parte degli inglesi durante un'incursione attraverso il canale Vlie, e per il seguente saccheggio della città di Terschelling, decisero per prima cosa di ripagare l'insolenza.

## Raid sul Medway

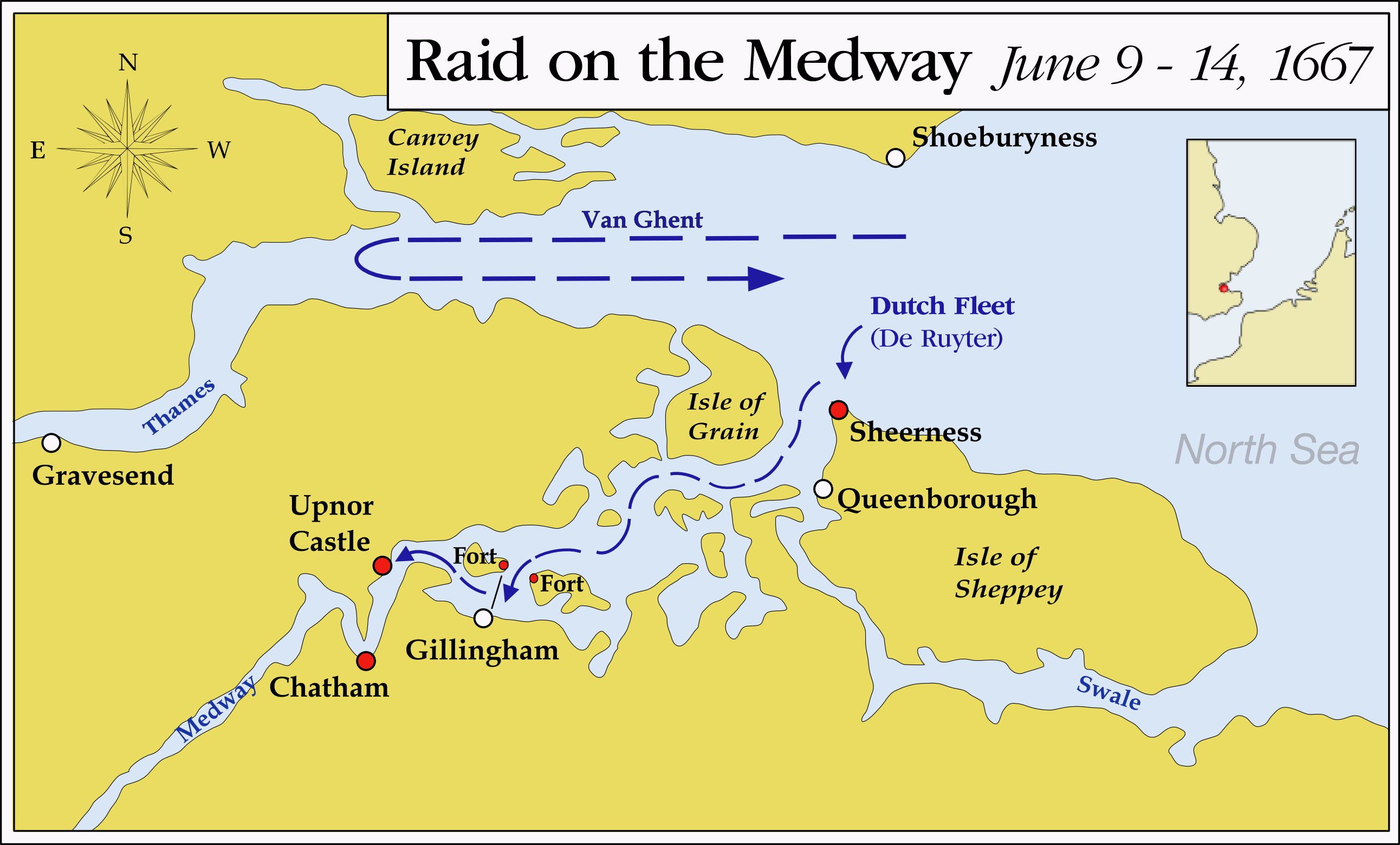
Mappa che mostra l'evoluzione dell'incursione sul Medway

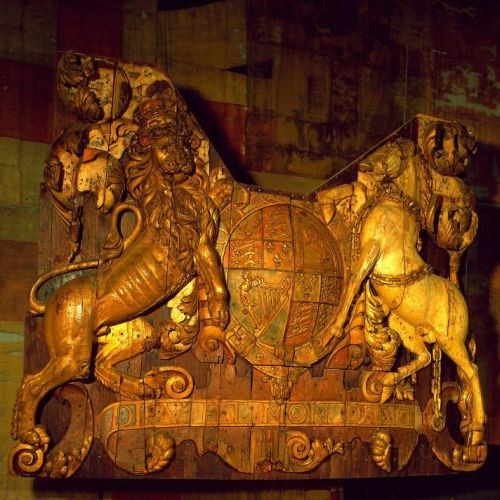
Stemma inglese un tempo posto sulla poppa della Royal Charles, conservato oggi nel Rijksmuseum di Amsterdam

La mente dietro il piano era il principale politico olandese, il Gran pensionario Johan de Witt. Suo fratello Cornelis accompagnò la flotta in qualità di supervisore.
Nel giugno 1667 l'ammiraglio de Ruyter guidò gli olandesi nell'incursione sul fiume Medway, alla foce del Tamigi. Dopo aver catturato il forte di Sheerness, riuscirono a spezzare le enormi catene che proteggevano l'ingresso al Medway e, il 13, attaccarono la flotta inglese che era stata portata in secca a Chatham. La coraggiosa incursione rimane il più grande disastro militare inglese fin dalla conquista normanna. Molte delle navi della Marina Reale vennero distrutte, o incendiate dagli olandesi o "autoaffondate" allo scopo di bloccare il fiume. L'ammiraglia inglese, HMS Royal Charles, venne abbandonata dal suo equipaggio, fu catturata senza che venisse sparato un colpo e rimorchiata nei Paesi Bassi, come trofeo. Il suo stemma è ancora oggi in mostra al Rijksmuseum di Amsterdam. Gli incursori risparmiarono il cantiere navale di Chatham, il più grande complesso industriale inglese dell'epoca.
Il successo olandese ebbe un grosso impatto psicologico in tutta l'Inghilterra, con Londra che si sentì particolarmente vulnerabile, solo un anno dopo il grande incendio di Londra. Questo, assieme ai costi della guerra, dell'epidemia di peste e delle spese stravaganti di Carlo II, fece sì che l'Inghilterra fosse contenta di firmare un trattato di pace, così come lo erano gli olandesi, che avevano dovuto gestire al tempo stesso l'invasione francese dei Paesi Bassi spagnoli.

## Pace
Il 31 luglio 1667, il trattato di Breda siglò la pace tra le due nazioni. Tale trattato diede agli olandesi concessioni importanti nell'interpretazione degli Atti di navigazione, fra cui il divieto di abbordare e perquisire navi neutrali alla ricerca di carichi dei belligeranti, come la marina britannica era solita fare. Alle navi olandesi fu dato il permesso di importare vini del Reno e lino della Slesia in Inghilterra come prodotti del naturale entroterra delle Province Unite. Fu confermato il controllo olandese del Suriname, che divenne la base principale delle operazioni nel Nuovo Mondo, e il loro possesso di Pulau Run. Gli inglesi ottennero il riconoscimento della loro acquisizione di New York, del New Jersey e del Delaware, così come il mantenimento di alcune fortezze e stazioni commerciali in Africa occidentale.
La pace non durò a lungo, con l'Inghilterra che si unì alla Francia per attaccare i Paesi Bassi nel 1672, dando il via alla terza guerra anglo-olandese.